# Relevo da Itália

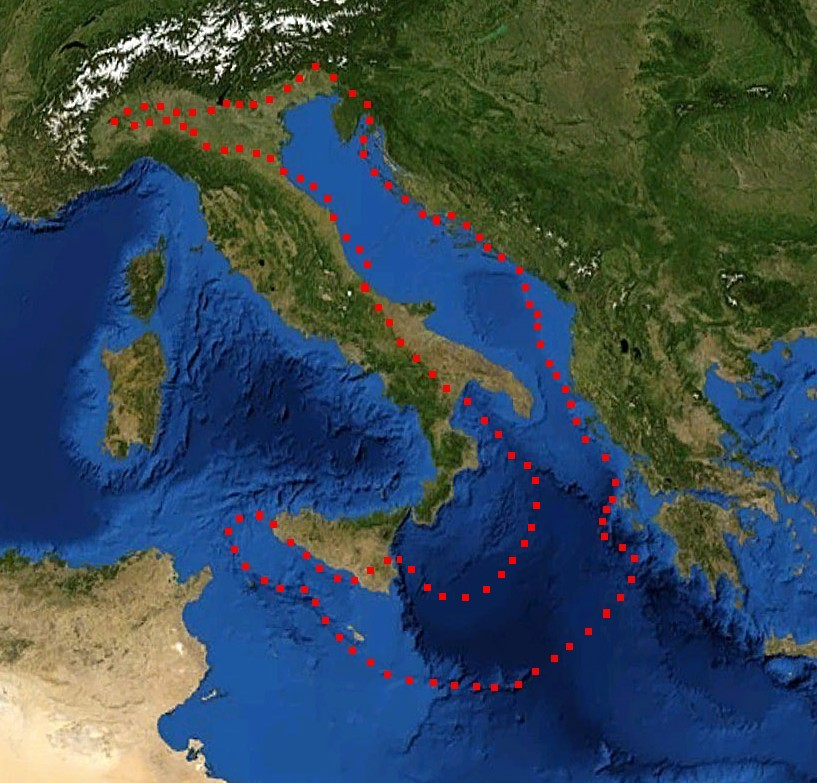
Península da Itália e Placa Adriática.

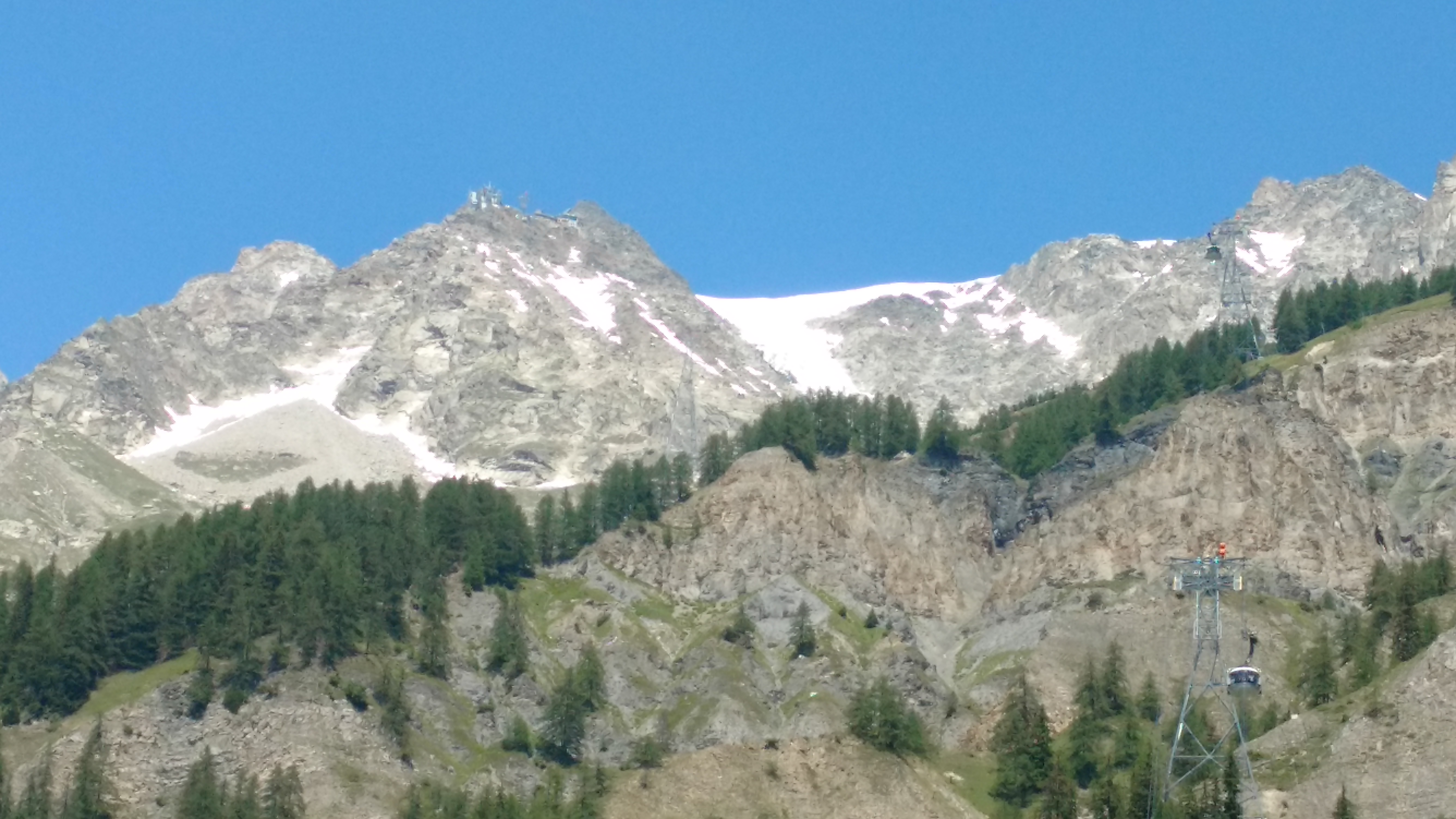
Montanhas com neve, Monte Branco, Itália

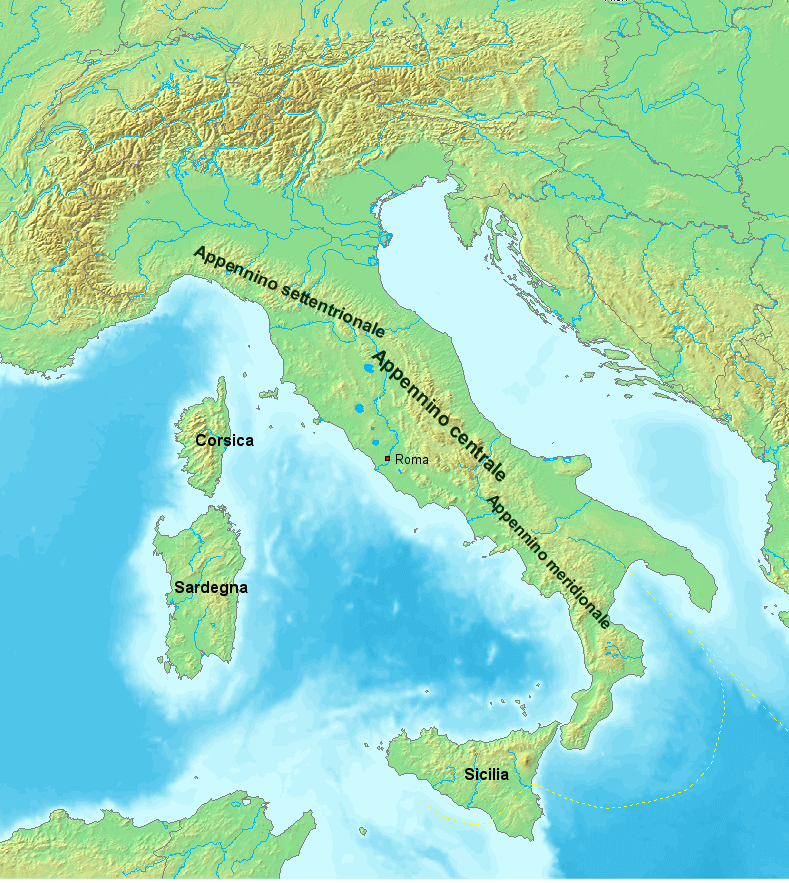
Localização dos Apeninos

A Itália, famosa por sua rica história, arte e culinária deliciosa, também apresenta uma geografia fascinante que desempenhou um papel crucial em sua história e cultura. O relevo da Itália é diversificado e espetacular, caracterizado por montanhas imponentes, vales pitorescos e uma costa deslumbrante.
Montanhas Majestosas
O relevo mais proeminente da Itália é dominado pelos Alpes, que se estendem pelo norte do país, formando uma fronteira natural com nações como a França, Suíça, Áustria e Eslovênia. O ponto mais alto dos Alpes italianos é o Monte Branco, com impressionantes 4.808 metros de altitude. Essas montanhas não apenas oferecem uma paisagem deslumbrante, mas também têm um papel vital na economia e no turismo. Estações de esqui como Cortina d'Ampezzo e Courmayeur são mundialmente conhecidas por suas pistas desafiadoras e vistas deslumbrantes.
Além dos Alpes, a Itália é agraciada com a majestosa cordilheira dos Apeninos, que se estende pela espinha dorsal da península italiana, dividindo-a em uma costa ocidental e uma costa oriental. Os Apeninos, embora não sejam tão altos quanto os Alpes, ainda oferecem paisagens espetaculares, vales férteis e uma infinidade de trilhas para caminhadas e passeios de bicicleta.
Planícies e Vales Férteis
Entre as montanhas encontram-se várias planícies férteis, que desempenham um papel vital na agricultura italiana. A Planície Padana, localizada no norte da Itália, é uma das mais extensas e produtivas, conhecida por suas plantações de arroz, trigo e milho. Além de ser uma importante região agrícola, a Planície Padana é densamente povoada, abrigando cidades importantes como Milão e Turim.
Costa Espetacular
A Itália é abençoada com uma deslumbrante costa que se estende por milhares de quilômetros ao longo do Mar Mediterrâneo, do Mar Adriático e do Mar Jônico. Desde as falésias calcárias da Costa Amalfitana até as praias de areia dourada da Sicília, a costa italiana é um paraíso para os amantes do sol, do mar e da boa comida. Além de ser um destino turístico popular, a costa italiana desempenhou um papel crucial no desenvolvimento econômico do país, facilitando o comércio marítimo e a pesca.
Impacto Cultural e Histórico
O relevo diversificado da Itália moldou sua história e cultura de maneiras profundas e variadas. As montanhas forneceram refúgio e proteção para comunidades antigas, como os etruscos e os romanos, enquanto os vales férteis permitiram o florescimento da agricultura e o desenvolvimento de sociedades complexas. As cidades costeiras como Veneza e Gênova prosperaram como importantes centros comerciais marítimos, conectando a Itália ao resto do mundo.
Além disso, o relevo acidentado da Itália também desempenhou um papel significativo na fragmentação política do país ao longo da história, contribuindo para a formação de cidades-estado independentes durante o período medieval e dificultando a unificação italiana no século XIX.
O relevo da Itália é verdadeiramente diversificado e espetacular, refletindo a rica tapeçaria geográfica, histórica e cultural do país. Das majestosas montanhas dos Alpes e dos Apeninos às férteis planícies do norte e à deslumbrante costa mediterrânea, a geografia da Itália continua a desempenhar um papel vital na vida cotidiana dos italianos e no seu lugar no mundo. Explorar o relevo italiano é embarcar em uma jornada através de paisagens deslumbrantes, história rica e uma cultura vibrante que encantou visitantes e habitantes por séculos.